# 南艾于達爾
南艾于達爾（挪威語：Sør-Aurdal）是挪威的一個市镇，位於内陆郡，行政中心为邦恩村。市镇面积为1,109平方公里，人口数量为3,251人（2004年），人口密度为每平方公里3人。